# Programmez!
Programmez! est un magazine consacré au développement informatique et à tous les langages et technologies informatiques.

## Historique
Le magazine a été lancé en avril 1998. L’éditeur, Sepcom, a publié deux numéros hors-série « Spécial programmation » de sa revue phare de l’époque Compatibles PC Magazine. Devant le succès de ces numéros, il lance le magazine à part entière Programmez! Au début bimestriel, le magazine prend son rythme mensuel définitif en septembre 1998. Le premier rédacteur en chef est Matthieu Thfoin. Depuis 2002, le rédacteur en chef est François Tonic (après un premier passage en qualité de rédacteur en chef adjoint en 2000 et pigiste dès 1998). Le magazine a fait paraître de nombreux numéros Hors série, dont de nombreux consacrés à Linux, Java ou à la plate-forme Microsoft .NET.
En octobre 2013, le magazine a été racheté par NEFER-IT à l'éditeur G0 02.

## Ligne éditoriale
- Programmez! propose un forum (informatique) de discussion[1] consacré à la programmation auquel participent ses auteurs
- Programmez! traite de sujets concernant Microsoft Windows, Linux ainsi que l'Open Source en général
- Programmez! fait découvrir de nouveaux langages de programmation à ses lecteurs. À la fin des années 1990, il a contribué à rendre le langage Python populaire en France.

## Autres publications
En 2021, est lancé par NEFER-IT, le magazine Inside < C# > dédié au langage C sharp et au Framework .NET en général.
Depuis 2019, existe également la revue Technosaures consacrée à l'histoire de la micro-informatique.